# كابهي ألفيدا نا كيهنا
لا تقل وداعاً أبداً (بالإنجليزية: Kabhi Alvida Naa Kehna)‏ فيلم هندي عُرض في أغسطس 2006 ، جاء الفيلم من إخراج وتأليف كاران جوهر ومن بطولة عدة نجوم لامعين في بوليود وهم: شاه روخ خان ، أميتاب باتشان ، بريتي زينتا ، أبهيشيك باتشان ، راني موخرجي في الأدوار الرئيسية وشاركهم في الفيلم الممثل أرجون رامبال ، وكان للنجم جون أبراهام ظهور خاص في أغنية where is the party tonight .

## القصة
يحكي الفيلم عن قصة حياة عائلتان هما الزوجان شاه روخ خان وبريتي زينتا والزوجان أبهيشيك باتشان وراني موخرجي ووالد أبهيشيك هو أميتاب باتشان ، كل فرد في هذه العائلتان كبر و في داخله رغبات مختلفة، توقعات مختلفة و صراعات مختلفة. كل فرد منهم لديه مشاكلة الخاصة و معاركه و حروبه الخاصة. و في وقت لاحق سوف نرى انه كل فرد منهم سيبدا بالاعتماد على شخص اخر للحصول على الراحة لنفسه، فيقابل شاروخان راني موخرجي مصادفة في حفل زفافها من أبهيشيك وبعدها يقع في حبها ولكن بما إنه متزوج يخفي هذا الحب، ومن ثم يستسلم الإثنين لحبهما ويقوما بخيانة زوجيهما ويحاولا قدر إمكانهما إخفاء الأمر حتي لا تنهار أسرهم.

## روابط خارجية
- كابهي ألفيدا نا كيهنا على موقع IMDb (الإنجليزية)
- كابهي ألفيدا نا كيهنا على موقع ميتاكريتيك (الإنجليزية)
- كابهي ألفيدا نا كيهنا على موقع روتن توميتوز (الإنجليزية)
- كابهي ألفيدا نا كيهنا على موقع نتفليكس (الإنجليزية)
- كابهي ألفيدا نا كيهنا على موقع ألو سيني (الفرنسية)
- كابهي ألفيدا نا كيهنا على موقع Turner Classic Movies (الإنجليزية)
- كابهي ألفيدا نا كيهنا على موقع أول موفي (الإنجليزية)
- كابهي ألفيدا نا كيهنا على موقع بوكس أوفيس موجو (الإنجليزية)
- كابهي ألفيدا نا كيهنا على موقع فيلمافينيتي (الإسبانية)
- كابهي ألفيدا نا كيهنا على موقع قاعدة بيانات الفيلم (الإنجليزية)